# 独裁政治
| 完全民主主義 9.00–10.00 8.00–8.99 | 欠陥民主主義 7.00–7.99 6.00–6.99 | 混合政治体制 5.00–5.99 4.00–4.99 | 独裁政治体制 3.00–3.99 2.00–2.99 1.00–1.99 0.00–0.99 | データなし |

EIUによる2023年民主主義指数の地図
完全民主主義
9.00–10.00
8.00–8.99
欠陥民主主義
7.00–7.99
6.00–6.99
混合政治体制
5.00–5.99
4.00–4.99
独裁政治体制
3.00–3.99
2.00–2.99
1.00–1.99
0.00–0.99
データなし

独裁政治（どくさいせいじ、英: dictatorship）とは、特定の個人・党派・階級・身分などの少数者が国家権力を独占して行う政治体制のこと。独裁政治では、単独の支配者に権力が集中し、議会政治や合議制が否定される。独裁制（どくさいせい）とも呼ばれる。
ローマの共和政において、元老院の合議制を停止して、独裁官に非常大権を与えたのが起源である。独裁政治や独裁制を、国の基本的な原則として重視する国家のことを独裁国家という。近代以降においては社会主義国・共産主義国・全体主義国・国家主義国の中に多発している。

## 概要
「独裁政治」という単語は、戦争や内乱などの非常事態において法的委任の手続きに基づき、独裁官に支配権を与える古代ローマの統治方法に由来する。個人の自由を広く認めることは、統治体制崩壊への恐れがあるとし、一般に戦時や社会の混乱などの抑圧を行う際に多く出現する。
絶対君主制との違いは世襲を伴わない（後継者は現任者に指名される）ことなどが挙げられる。専制政治では固定的または身分的な支配層が非支配層を支配するが（社会階級）、独裁政治においては支配者と被支配者の身分は基本的に同一である。ただし、広義の独裁体制（権威主義体制）には絶対君主制なども含まれる。
軍事的な手続きであるクーデターや内戦によってそのリーダーが独裁者となる場合が多いが、民主主義的な手続きの結果として独裁者が生まれることもある。ナチス・ドイツのアドルフ・ヒトラーは、民主主義、民主憲法であるヴァイマル憲法のもとで独裁化を果たした例である。独裁政治をとる場合において政党は必ずしも不要なものではなく、統治の補助・翼賛機構として支配政党を一つ作り、それ以外の政党を認めない一党制が敷かれることも多い。ナチス党のドイツ、共産党によるソ連のような、他党派の活動が禁止・弾圧され、単一の政党が政治権力を独占的に掌握しているような支配形態や、社会主義時代の東欧諸国における共産主義政党による支配のような、複数政党制のもとでの事実上の一党独裁は、一党独裁制と呼ばれる。一党独裁は、フランス革命における山岳派独裁をローマの独裁政治に対比したのがはじまりである。一党独裁の場合、対立党・候補の存在しない形式的な選挙を行い、この選挙結果をもって人民の支持を得たという外見がとられるため、独裁者や独裁国家が民主主義を称することも珍しくない。マルクス・レーニン主義を掲げる社会主義国の一部では、プロレタリア独裁を根拠に共産党による一党独裁制を採用している。もっとも、世界のほとんどの独裁国は同時に資本主義であることにも見られるように、独裁体制は資本主義体制であってもあり得る。
独裁政治を担う集団は、信条などの自由を求める民衆層による反抗・反乱の結果、悲惨な末路を辿ることが歴史上少なくない。したがって独裁政治の下では、個人の自由を求める民衆の動向に対して、対処法などの研究を入念に行う。その結果、極めて最初期から強圧的に芽を摘むことが少なくない。

## 全体主義と権威主義

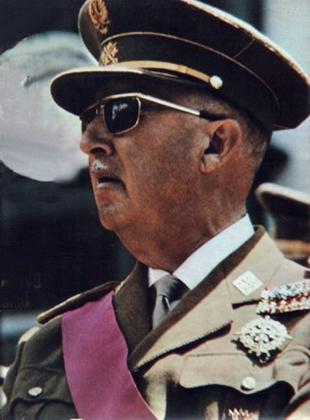
長期独裁政権を敷いたスペイン総統フランシスコ・フランコ。

非民主主義体制（独裁体制）は、全体主義体制と権威主義体制に二分される。全体主義は多元主義を認めず、唯一のイデオロギーを奉じ、そしてそれに対し市民を積極的に動員することに特徴がある。全体主義体制は20世紀に現われた新しい体制であり、イタリアのファシズムやナチス・ドイツ、スターリン時代のソ連などが代表的な例である。これに対し、政治学者のホアン・リンスはフランシスコ・フランコ時代のスペイン政治の研究の中でより抑圧が少ないが民主的ではない体制を権威主義体制と名付け、一つの類型として独立させた。権威主義体制の特徴は、存在するが限定された多元主義、イデオロギーの弱さと、市民の政治動員を行わず、むしろ政治的無関心を奨励する点にある。権威主義は全体主義と民主主義の中間にある体制と認識されているが、全体主義国家の減少により非民主主義を総称して権威主義と呼ぶことも多くなった。また、非民主主義体制・権威主義体制・独裁体制の3つの語の差はあいまいなもので、互換可能なものとして用いられることが多い。

## 類型

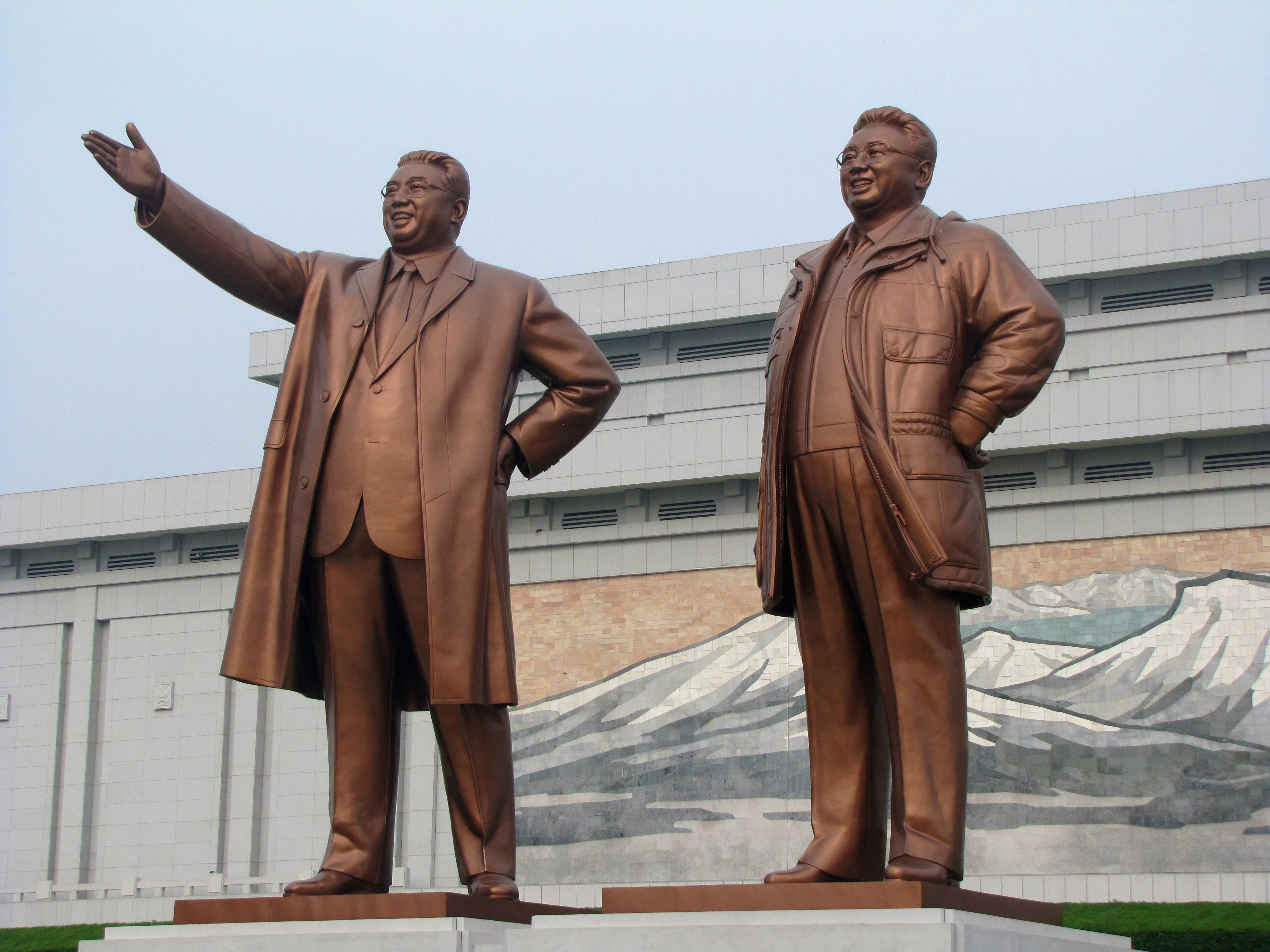
北朝鮮にある平壌万寿台。独裁政治が行われる国では、しばしば個人崇拝が行われる。

独裁政治は、その独裁の主体によって絶対君主制・文民独裁・軍事政権の3つに分類される。更に文民独裁は個人独裁と一党独裁とに分けられ、軍事政権についてもクーデター指導者による個人独裁と複数の幹部による集団指導体制（寡頭制）とに分けられる。
絶対君主制は、君主が政治権力を握るものであり、政権は世襲によって継承される。君主および王族によって支配体制が固められていることが多い。4つの分類の中では最も政権維持の期間が長く、安定した体制となっている。なお、君主の権力が憲法により規制されている立憲君主制については独裁政治とみなされない。
軍事政権は、軍がそれまでの政府を打倒し直接政治を執るもので、政権は軍のリーダーやエリートが握る。軍が継続して独裁権を握ることはあまり多くなく、上記の4類型のうちで最も持続期間が短い独裁体制であるが、支配体制を固めて長期化する場合も存在する。
政権奪取時にある個人が他の有力者を粛清して権力を一身に集中させることに成功した場合、個人支配型の独裁体制が成立する。政権内に独裁者を脅かすだけの対抗者が存在しないため政権はかなり安定しているが、独裁者個人が死去した場合は終了する。
一党独裁制は、一つの支配政党が独裁権を握るもので、党内で選出された人物が政権首座につくものである。この場合政権のトップには任期が定められていることも多く、後継者はふたたび党内から選出される。権力継承のシステムが確立されているため、絶対君主制に次いで安定度が高く長期化しやすい。支配政党の他にいくつかの衛星政党が存在を許される場合もあるが、こうした衛星政党は支配政党に異議を唱えることは許されず形式的に存続しているだけのもので、実質的には意義を失っている。こうした形式的複数政党制はヘゲモニー政党制と呼ばれ、中華人民共和国や東ヨーロッパの一部の国など、人民民主主義をとる国ではこうした体制が今なお存続している。但し中国の現行体制では、競合的な選挙が行われず共産党以外の政党がまったく名目的なものにすぎないため、これを一党独裁制に分類する立場も存在する。
この他にシンガポールなどの開発主義国家においても、野党自体は存在し競合的な選挙は行われるものの、選挙制度などによって政権交代が不可能となっている国家が存在する。こうした政体は競合的権威主義と定義され、まったく競合的な選挙の行われない閉鎖的権威主義と区分される。

## 統治
独裁政治は決して民生に無関心なわけではなく、国民に利益を提供することで支持を「買う」ことは珍しくない。むしろ自らの統治体制の正当性を確保するために経済成長を重視し、治安や市民生活に気を配って体制に忠実な市民の育成を図ることも多い。また石油収入の豊富な独裁国家においては、食料や燃料価格に多額の補助金を支出して価格を低く抑え、国民からの支持を得ようとする。こうした補助金はより貧しい独裁国家においてもしばしば提供され、廃止の動きが起きた場合は暴動となり、革命につながることさえ珍しくないので、できる限り政府はこれを維持しようとする。選挙の際に政治家が利益誘導を行い予算を支持基盤に引っ張ってくることは、民主制のみならず独裁制の形式的選挙においても同様に実施される。また、1990年代以降のアラブ独裁諸国においては、縁故主義に基づく支持層への利権の分配と支持基盤の強化も盛んに行われた。一方で、独裁による統治は安定とある程度の行政能力をもたらすことも多いため、政情不安を嫌う市民から消極的な支持を受ける場合もある。
独裁体制下においては言論の自由や報道の自由が制限され、マスメディアは政府の統制下に置かれ、情報操作、扇動、大衆動員の道具とされることが多い。なかでも全体主義体制下においてはそれが顕著で、ナチス・ドイツでの主にラジオ放送を用いた世論の操作はよく知られている。但し主に国外のマスメディアから容易に情報が手に入れられ、言論統制が形骸化している場合は独裁政治には不利な要因となり、1970年代以降、東欧や中南米で独裁体制が次々と倒れる原因ともなった。2010年から2012年にかけてのアラブの春においては、インターネットがこの役割を果たし、独裁政治を倒す要因のひとつとなった。一方で、特に2010年代以降独裁国家においてもインターネット利用が急速に普及する中、政府によるインターネットの監視・検閲やインターネットを通じた社会統制が広く見られるようになり、これはデジタル権威主義と総称される。こうした動きが特に顕著なのは中華人民共和国であり、ネット上での言論や発言には強い監視と規制が加えられるほか、監視カメラ網やネット利用履歴による社会信用システムを通じて市民に対する強い統制と介入が行われている。

## 短所・長所
独裁的な政治体制の下では体制批判は許されず、個人の自由は著しく制限される。民衆の意思表示は抑圧され、反対派は何らかの形で排除される。また、為政者の権力行使に抑制が効かずに、恣意的な国家運営に堕すこともあり、国家としての方向性を失って行く場合も多い。
このほかの独裁制の欠点として、現代の大国や先進国は中国とシンガポール等を除きすべて程度の差はあれど民主国家であるため、発展途上国の多い独裁国家は外交上不利な状況となることが挙げられる。特に1990年代以降、冷戦の終結とともに先進諸国が独裁国家への民主化を求める動きが非常に強くなり、発展途上国への政府開発援助は民主化を前提とすることが多くなった。なかでも援助に頼る部分の多かったアフリカ諸国において、先進諸国は独裁国家に対する援助の削減や停止を行い、独裁制国家は民主制国家に対し得られる援助額が非常に少ない状態となった。このことは、1990年代前半においてブラックアフリカで急速な民主化をもたらす原因の一つとなった。
一方で、独裁制はトップの意思の伝達がスムーズであり、有能な独裁者がビジョンに基づき独裁をおこなった場合、国家が大幅に発展することも不可能ではない。こういった体制は20世紀後半の東アジアや東南アジアの資本主義国に多く見られ、開発独裁と称された。

## 防止策
普通選挙による議会制民主主義や大統領制などに加えて、権力分立や公職の多選禁止（アメリカが憲法修正22条で定める三選の禁止、憲法条文による韓国・フィリピン・チリにおける再選禁止など）は、政治の独裁化を防ぐ理念に基づくものと考えられている。この考えに基づき、1990年代のアフリカ諸国の民主化においては多くの国家で三選禁止規定が盛り込まれた。しかし90年代末以降、こうして選出された大統領の中で任期制限撤廃の動きを見せるものが相次ぎ、一部の国家では実際に憲法を改正して任期制限を撤廃し、大統領が長期政権を敷くところも現れた。任期制限撤廃の動きはアラブ諸国においても同様に見られた。
こうした任期制限は独裁制国家でも導入されている場合があり、例としては中華人民共和国において、国家主席の任期は連続2期までと定められていた。しかし習近平が中国共産党総書記となると権力集中の動きが強まり、2018年には憲法を改正して任期制限を撤廃し、2022年からは実際に党総書記3期目を務めることとなった。

## 指標

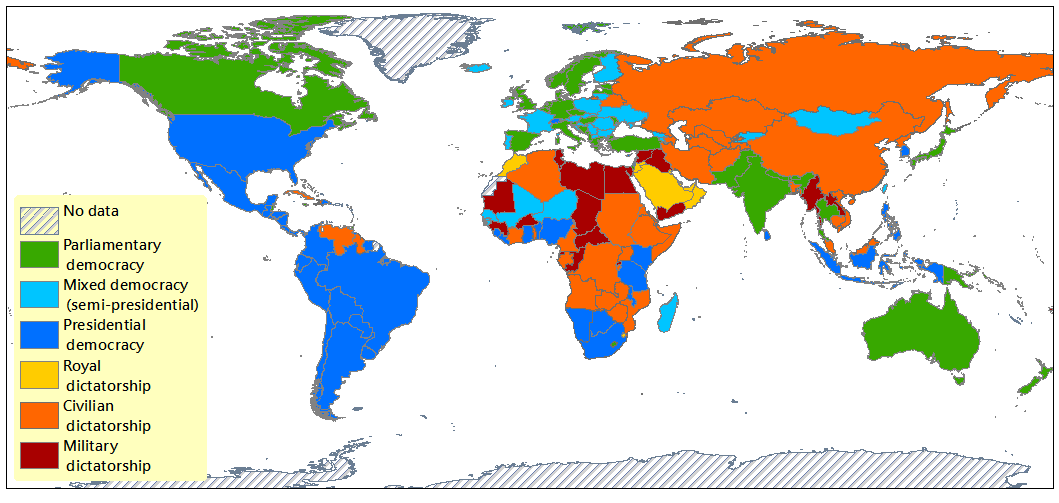
2008年度民主主義-独裁指標による独裁傾向の世界地図。黄色：君主独裁制、橙色：文民独裁制、赤色：軍事独裁制の3分類が独裁制であり、青・水色・緑は民主制国家

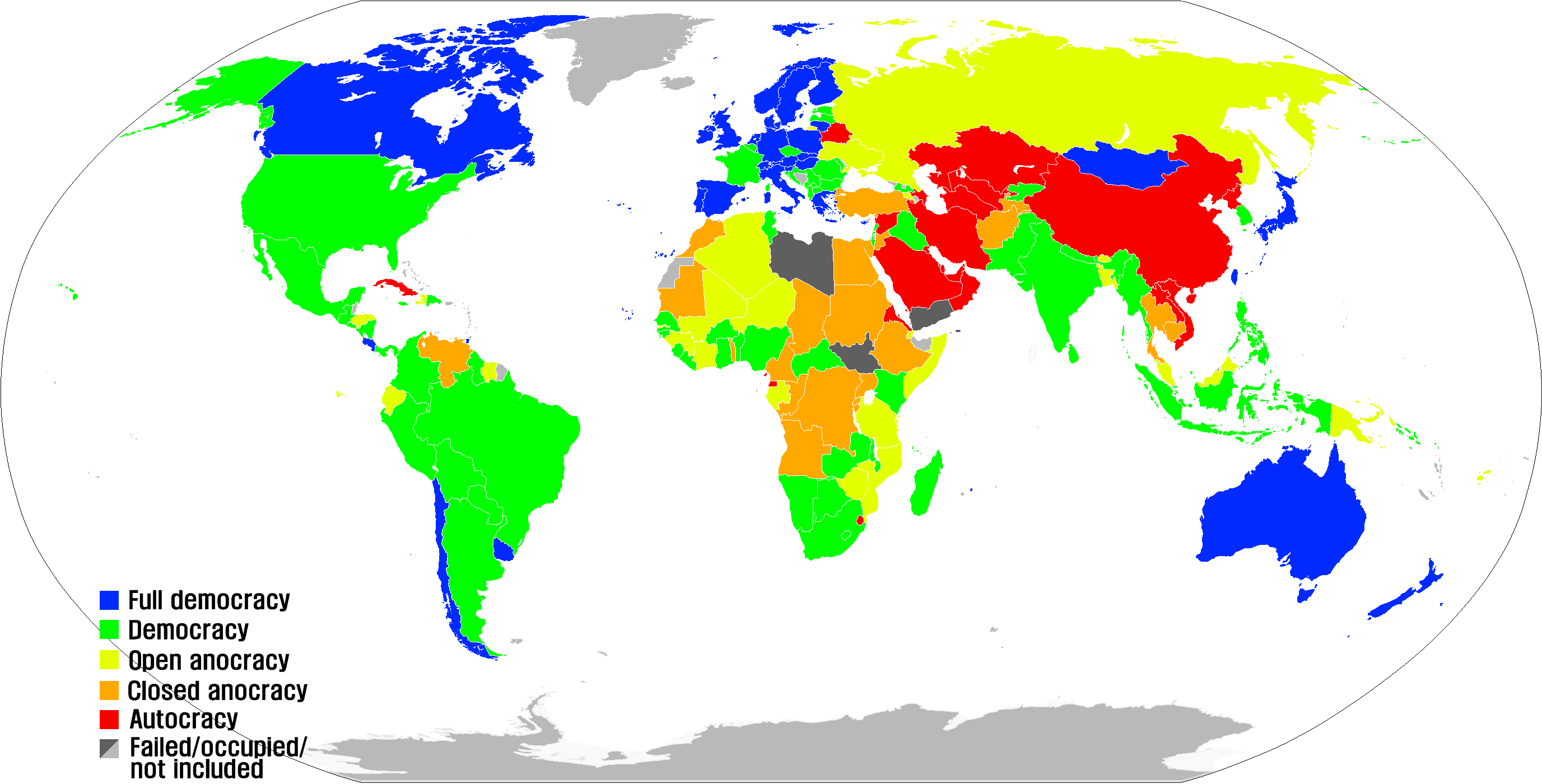
2017年度ポリティ指標による独裁傾向の世界地図。青：完全な民主主義、緑:民主主義、黄色：開放的混合体制、橙色：閉鎖的混合体制、赤：独裁体制

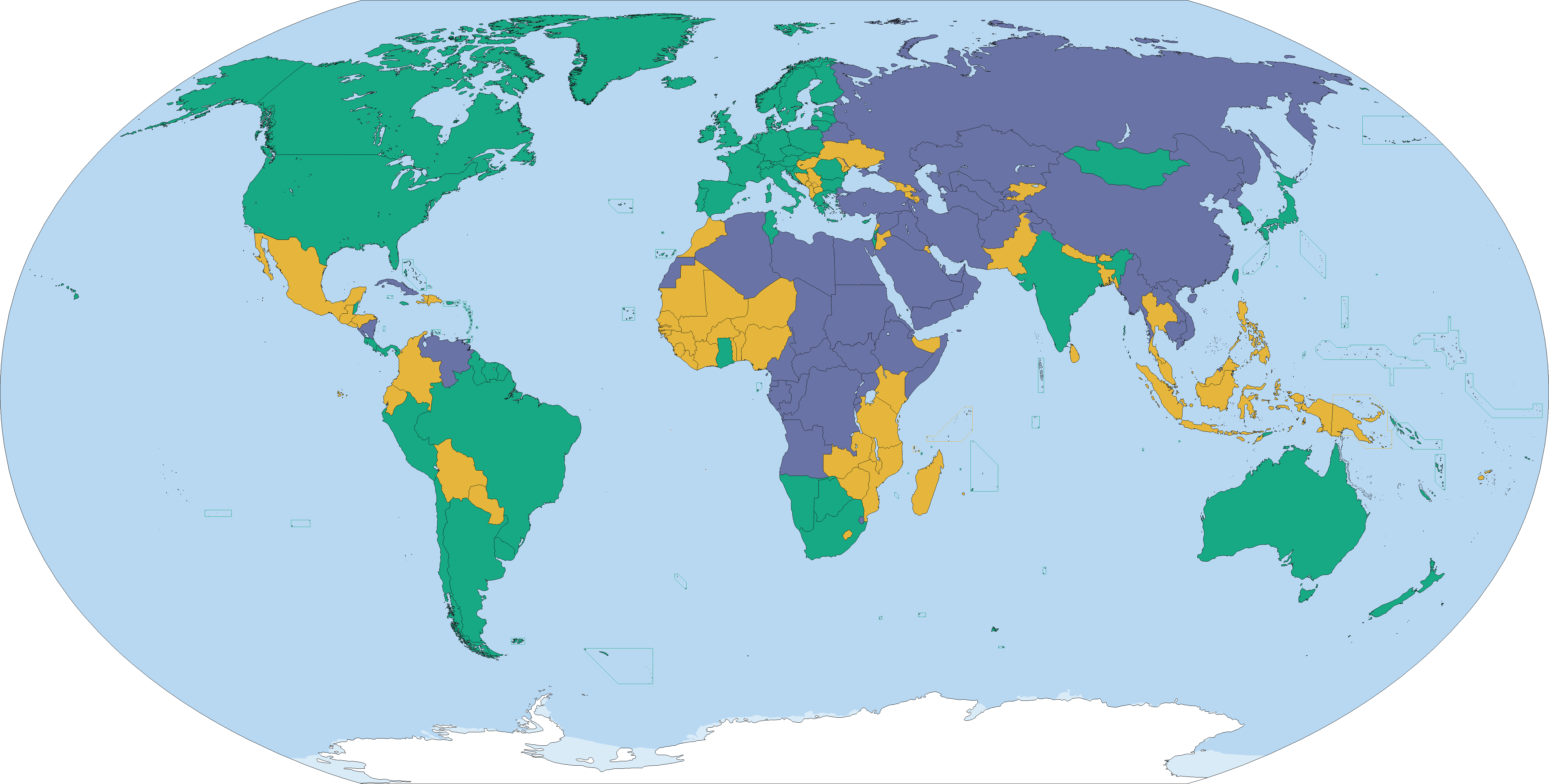
2019年度フリーダムハウス指標による独裁傾向の世界地図。
自由
半自由
非自由

各国の民主・独裁の程度を定量的に評価するために、さまざまな民主主義指標が測定・公開されている。政治学において多く用いられる指標には、民主主義-独裁指標（DD指標、Democracy-Dictatorship Index）、ポリティ指標（Polity data series）、フリーダムハウス指標（Freedom in the World）などが存在する。
これらの指標の算出基準はそれぞれ異なっており、そのため指標によってある国家が独裁制に分類されるかどうかにも相違が生ずる。例えばDD指標は選挙の競合性に的を絞った基準であり、民主制と独裁制を明確な基準で二分することができるが、「選挙による政権交代の有無」を条件に加えているため、一党優位政党制などで政権交代が起きたことのない場合、民主的な選挙が行われていても独裁制に分類される。このため、他の指標では民主制と判定されるボツワナや、同じく南アフリカが独裁制と判定されてしまうなどの問題がある。ポリティ指標は選挙の競合性に加え三権分立や政治参加の自由度も基準に含まれる。フリーダムハウス指標は選挙制度のほか市民的自由や法の支配も判定基準に加えており、このためDD指標で民主制に分類されるトルコは非自由国に、フィリピンは半自由国に判定される。

## 民主化と独裁化
独裁国家の数は、多くの新独立国が誕生しそのかなりの割合が独裁化した1950年代から1960年代にかけて顕著に増加した後、1970年代半ばよりいわゆる民主化の第三の波の発生によってゆるやかな減少に転じ、1980年代後半に急速に減少して民主主義国家の数を下回るようになり、その後も減少傾向が続いている。ただし、個別には2000年代以降ベネズエラやタイなどのように民主制から独裁制・非民主制へと移行する国家もいくつか出現しており、これをもって2000年代以降に「民主主義の後退」や「権威主義の強化」が起こっているとの学説も存在する。
民主制国家が独裁化する場合、クーデターや革命などで民主政府が崩壊する場合と、民主政府が徐々に強権化を進め、民主制が侵食されて独裁制に転ずる場合の、2つのパターンが存在する。このほか、もともと民主制とも独裁制とも呼べない中間的な存在だった政府が権力を強化し、完全な独裁政府となる場合もある。
国際社会から独裁国家に民主化圧力がかけられる場合、民主化の成否は圧力を主導する欧米との政治・経済的関係の深さに左右されやすい。欧米との関係が深い場合は独裁体制が崩壊しやすいのに対し、浅い場合は独裁体制が維持されやすくなる。自国の経済的自立性が高い場合ほど独裁体制は民主化圧力に対抗しやすくなる一方、経済規模が小さくめぼしい資源も存在せず、欧米からの政府開発援助に頼る割合が大きい場合は独裁体制は不安定になる。ただしこの場合、独裁体制が崩壊した場合でも民主化するとは限らず、新たな独裁体制が成立する場合も多い。
自国に豊富な天然資源が存在したり、また政府開発援助や各種施設利用料などによって国内からの徴税に頼らずとも財政を維持することのできる国家をレンティア国家と呼び、こうした国家では独裁政権が維持されやすいとされている。これは、徴税が重要性を持たないため税を負担する国民の政治への発言権が小さくなる一方で、豊富な税外収入をもとに政府が行政サービスを積極的に行い、国民の不満を和らげるためである。

## 専制政治との違い
共和政ローマ時代の独裁制に注目したドイツ・ワイマール時代の政治学者カール・シュミットは、独裁制と専制政治の違いを「具体的例外性」にみいだしている。シュミットは、「独裁制は、非常時に現行法規を侵犯するが、それは法秩序を回復するという具体的目的に従属し、したがって独裁は、秩序回復ののちには当然に終了する例外的事態である。独裁がこの具体的例外性をうしなえば、専制政治に転化することになる。」とした。
さらにシュミットは、独裁を「委任的独裁」と「主権的独裁」に分類した。委任的独裁は、現行の憲法秩序が危機に陥った時、憲法秩序を維持するためにその機能を一時的に停止する独裁をいう。憲法の規定に非常大権が定められていれば、この独裁は形式的にも憲法に違反しておらず、「立憲的独裁」とよばれうる。
これに対して主権的独裁とは、現行憲法ではなく将来実現されるべき憲法秩序、政治イデオロギーにもとづいておこなわれる独裁をいう。この場合の独裁は、主権をもつ人民からその権限を委任されているがゆえに許されるとし、現行法秩序をまったく超越して成立する革命権力がこれに相当する。主権的独裁の歴史的事例としては、フランス革命におけるロベスピエール独裁、ロシア革命や文化大革命における共産党独裁があてはまる。

## 歴史

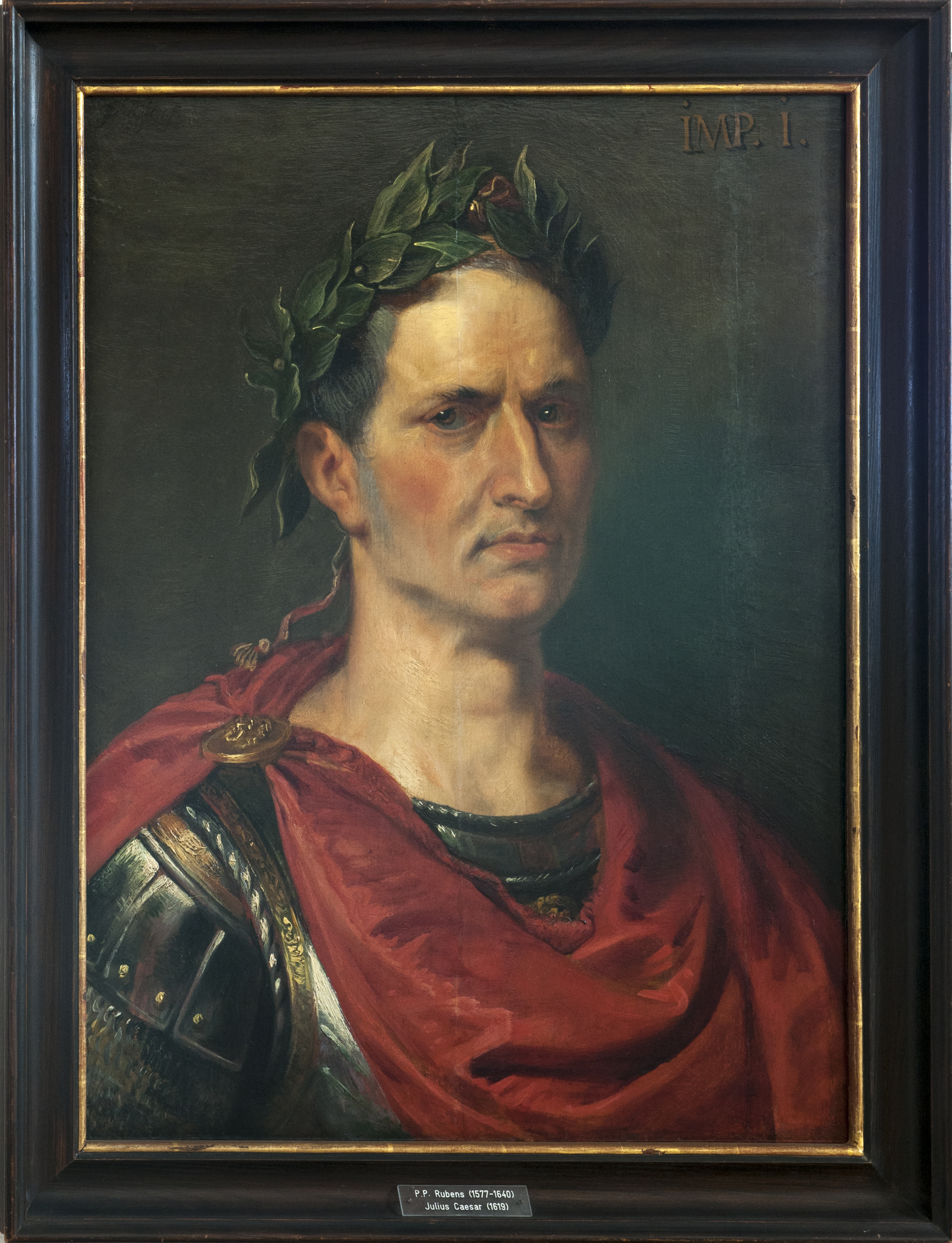
古代ローマの独裁官ユリウス・カエサル（ジュリアス・シーザー）。1619年ルーベンス画。

### 近代以前
英語の独裁政治（Dictatorship）の語源は、古代ローマの独裁官（dictātor）に由来する。ただし近代以前は共和制の国家そのものが少ないため、独裁と言える例は清教徒革命でのオリバー・クロムウェルやフランス革命でのジャコバン派など、わずかな例にとどまる。

### 19世紀
19世紀初頭に次々と独立したラテンアメリカ諸国は、ブラジルを除きすべての国が共和制を採用したものの、それは必ずしも民主主義の定着を意味しなかった。各国ではメキシコのアントニオ・ロペス・デ・サンタ・アナやアルゼンチンのフアン・マヌエル・デ・ロサスなどのようなカウディーリョと呼ばれる政治的ボスが台頭し、しばしば独裁者となった。また西アフリカに建国されたリベリアにおいては競合的選挙は行われていたものの野党勢力が非常に弱く、1900年代から1910年代にかけては選挙に野党からの立候補がないことさえあり、真正ホイッグ党による事実上の一党制が成立していた。

### 20世紀
第一次世界大戦を画期として、独裁制の二つの大きな流れが生まれた。まずロシア革命の勝者となったボリシェヴィキはソビエト連邦を建国し、プロレタリア独裁の名の下で一党独裁制を取った。さらにソビエトで1924年にヨシフ・スターリンが政権を握ると、スターリニズムのもとで強圧的な政治が行われた。次いで戦間期に入ると、政情不安に陥った中東欧諸国が次々と独裁制国家となった。イタリアで1922年にベニート・ムッソリーニ率いるファシスト党が政権を握ると、ファシズムが政治的な一大潮流となり、1933年にはドイツでアドルフ・ヒトラーが率いる国家社会主義ドイツ労働者党が政権を握り、ナチス・ドイツと呼ばれる全体主義政権を作り上げた。日本もこれらの国に合わせるように、全体主義的傾向が強くなり第二次世界大戦が引き起こされた。
第二次世界大戦が終結すると、日本・イタリア・ドイツ西半部（西ドイツ）は民主化されたものの、ソ連軍が進駐した東ヨーロッパにおいては次々と共産主義の一党独裁国家が樹立されていった。また戦後にアジア諸国の独立が進められたものの、新独立国の政情は不安定なものであり、しばしば独裁政権が樹立された。1960年代に入るとアフリカ諸国の独立が進められ、当初は民主制を取った国家が多かったものの、政情はアジア諸国以上に不安定なものであり、多くの国家が一党制となっていった。このため、1950年代から1960年代にかけて独裁国家の数は急増した。またこの時期には急速な経済開発を進めることを理由に独裁体制を正当化する国家群がアジアにおいて多数成立し、こうした国々は開発主義国家と総称された。
一方で、1970年代以降は民主化の第三の波と呼ばれる民主化運動が南ヨーロッパを中心に発生し、これを契機に独裁国家の数は減少に転じた。1989年には東欧革命が起こり、東ヨーロッパの共産主義国家は相次いで民主化した。またこれに続く形で1990年代前半にはアフリカ大陸において民主化ラッシュが起き、多党制国家は1989年の7カ国から1995年の38カ国にまで激増した。この時期はアラブ諸国にも民主化の波が押し寄せたものの、いくつかの民主的制度の採用のみで権威主義体制は継続し、目立った民主化は行われなかった。

### 現在
1980年代後半に民主国家の数が独裁国家を上回るようになったとはいえ、多くの独裁国家が現存している。
現存する国家のうち、中華人民共和国や朝鮮民主主義人民共和国は憲法などで公式に「独裁」を明記している。中国は『中華人民共和国憲法』に「社会主義」、「人民民主主義独裁」（中国語では「人民民主専政」）、「党の領導」を明記しており、また中国共産党規約でも「人民民主主義独裁」を明記している。。北朝鮮もまた、『朝鮮民主主義人民共和国社会主義憲法』（2009年改定）に「社会主義」、「独裁」、「党の領導」を明記している。
これらはマルクス・レーニン主義を掲げる社会主義国で、プロレタリア独裁（階級独裁）の概念を根拠に、共産党が国家や社会全体の指導政党として独裁を堅持している。この独裁に対しては、正統派マルクス主義・トロツキズム・社会民主主義・ユーロコミュニズムなど社会主義の内部からも含め、自由主義や民主主義の立場から、複数の批判がある。特に北朝鮮では金日成→金正日→金正恩という形での権力の世襲が続き、最高指導者が軍を直接指導し、朝鮮労働党の党大会は1980年の第6回党大会以降、2016年の第7回党大会までの36年間に渡って開催されないなどした結果、「朝鮮労働党による独裁」ですらなく、「金一族による独裁」（実質的には王朝、絶対君主制）に変質しており、金（キム）王朝とも呼ばれている。
その他の地域においても、さまざまな形の独裁制は残存している。アフリカ大陸では上記の1990年代の民主化ラッシュにおいて多くの国家が複数政党制を導入したものの、エリトリアのようにいまだに一党独裁を維持する国家や、カメルーンや赤道ギニアのように複数政党制がまったく形式的なものにとどまり長期独裁政権が維持されている国家が存在し、また現職大統領が任期制限を撤廃して長期政権への移行を狙うケースが頻発している。世界で最も民主化の進んでいない地域であったアラブ諸国の権威主義体制は2010年から2012年にかけてのアラブの春において深刻な打撃を受けたものの、明確に民主化したのはチュニジアのみであり、他の国家において権威主義体制はその後も継続した。とくにペルシャ湾岸の湾岸協力会議加盟諸国は、豊富な石油資源を背景にレンティア国家となり、国民に利益や行政サービスを与えることによって強固な政権への支持を取り付けるほか、各省の大臣など重要ポストを王家や支配家系によって独占する「王朝君主制」と呼ばれる独特のシステムによって支配層の結束を固め、安定した非民主的政権を維持している。